# InterContinental Hotels Group
InterContinental Hotels Group este o corporație hotelieră cu sediul în Londra, listată pe London Stock Exchange.
Este cel mai mare lanț hotelier din lume și operează 4.300 de hoteluri la nivel mondial.
Grupul Intercontinental operează, pe lângă hotelurile cu acest nume, și lanțurile Crowne Plaza, Holiday Inn și Holiday Inn Express.
Mai administrează și mărcile Staybridge Suites și Hotel Indigo.
Lanțul hotelier înregistrează peste 70% din profit în Statele Unite ale Americii.
În anul 2007 și-a extins rețeaua cu 28.848 de camere, ajungând la 585.000 camere la nivel mondial.
Este prezent în aproape 100 de țări.
În România, a operat în sistem de management Hotelul InterContinental București.